# Cmentarz rzymskokatolicki w Żytomierzu
Cmentarz Rzymskokatolicki w Żytomierzu – jedna z większych nekropolii katolickich położona na dawnych Kresach Wschodnich Rzeczypospolitej.
Cmentarz został założony w 1762 o czym świadczy napis na bramie cmentarza. W początkowym okresie chowano tu głównie wołyńskich Polaków związanych z miastem (kresowe rody np. Czeczelów, Woroniczów), później również Rosjan, Niemców i Ukraińców.
W 1840 na cmentarzu postawiono kaplicę pw. św. Stanisława (w kaplicę ugodziła bomba podczas II wojny światowej, obecnie kaplica została odbudowana). Pierwotnie nekropolia była podzielona na 9 kwartałów – każdy pod wezwaniem innego świętego.

## Znane postaci pochowane na cmentarzu
- Bronisław Matyjewicz-Maciejewicz – polski lotnik, jeden z pierwszych pilotów polskich.
- Jan Miaskowski – polski ziemianin i powstaniec styczniowy
- Karol Niedziałkowski (1844–1911) – polski pisarz, biskup łucko–żytomierski
- Apolinary Wnukowski – polski duchowny katolicki, arcybiskup, profesor, a następnie rektor seminarium w Żytomierzu
- Juliusz Zarębski – polski kompozytor związany z Żytomierzem.
- rodzice Ignacego Jana Paderewskiego[1]
- rodzina Stanisława Moniuszki

W czasach radzieckich cmentarz został zrujnowany, obecnie dzięki wsparciu finansowemu z różnych stron powoli przywracany jest do stanu sprzed dewastacji.